# Galeruca tanaceti
Espèce
Synonymes
- Ademonia tanaceti[1]
- Adimonia tanaceti[1]
- Chrysomela tanaceti Linnaeus, 1758[1]
- Galeruca hunyadensis Csiki, 1953[1]
- Galleruca bonvouloiri Joannis, 1866[1]
- Galleruca declivis Joannis, 1866[1]
- Tenebrio tristis Scopoli, 1863[1]

Galeruca tanaceti, le galéruque de la tanaisie, est une espèce d'insectes coléoptères de la famille des Chrysomelidae, de la sous-famille des Galerucinae.

## Liste des sous-espèces
Selon BioLib (28 juin 2018) :
- sous-espèce Galeruca tanaceti convexa Jacobson, 1925
- sous-espèce Galeruca tanaceti tanaceti (Linnaeus, 1758)

Selon NCBI (28 juin 2018) :
- sous-espèce Galeruca tanaceti incisicollis (Motschulsky, 1869)